# Großsteingräber bei Hymendorf
Die Großsteingräber bei Hymendorf waren zwei megalithische Grabanlagen der jungsteinzeitlichen Trichterbecherkultur bei Hymendorf, einem Ortsteil der Gemeinde Geestland im Landkreis Cuxhaven (Niedersachsen). Sie wurden im 19. Jahrhundert zerstört. Grab 1 wurde auch als „Wulfstein“ bezeichnet.

## Lage
Der „Wulfstein“ lag westlich von Hymendorf auf der Grenze der Orte Debstedt, Sievern und Neuenwalde auf erhöhtem Heide-Gelände, das direkt an ein Moor grenzte. Etwa 3 km nordwestlich seines einstigen Standorts befindet sich das noch erhaltene Großsteingrab Sievern. Das zweite Grab lag nach Johann Karl Wächter auf einer Anhöhe im „Bahlenbruch“ (bei Ernst Sprockhoff als „Dahlenbruch“ wiedergegeben); wahrscheinlich ist der Fahlenbruch gemeint, eine Senke südöstlich von Hymendorf, an der Straße nach Drangstedt.

## Beschreibung

### Grab 1
Von Grab 1 waren um 1841 nur noch ein auffälliger Deckstein (der eigentliche, namensgebende Wulfstein) sowie drei weitere, bereits in Unordnung umherliegende Steine vorhanden. Eine Hügelschüttung oder eine Grabkammer waren nicht mehr zu erkennen. Der Deckstein hatte eine Länge von 7 Fuß (ca. 2 m), eine Breite von 5 Fuß (ca. 1,5 m) und eine Dicke von 3,5 Fuß (ca. 1 m).

### Grab 2
Grab 2 besaß einen Deckstein von 8 Fuß (ca. 2,3 m) Länge, der auf drei Wandsteinen ruhte. Sechs weitere Steine lagen um 1841 in Unordnung umher.